# 伊恩·威尔逊
伊恩·威尔逊（英語：Ian Wilson，1951年—），英国男子赛艇运动员。他曾代表英国参加世界赛艇锦标赛，获得一枚金牌、一枚银牌和一枚铜牌，均来自男子轻量级四人单桨无舵手项目。